# Форе, Эли Фредерик
Эли́ Фредери́к Форе́ (фр. Élie-Frédéric Forey; 10 января 1804 года, Париж — 20 июня 1872 года, там же) — французский военачальник и государственный деятель, маршал Франции (2 июля 1863), участник Крымской войны, сенатор (16 августа 1859 года — 4 сентября 1870 года).

## Биография

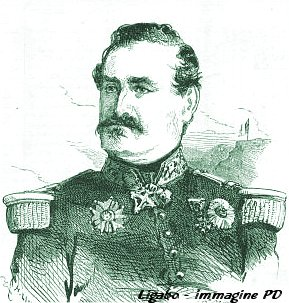
Портрет с гравюры 1859 гола

Окончил французскую военную академию Сен-Сир и поступил на армейскую службу в чине лейтенанта в 1824 году. Участвовал в алжирской экспедиции 1830 года, был произведён в капитаны в 1835 году, назначен командующим пехотным батальоном в 1839 году, произведён в полковники в 1844 году, бригадные (17 августа 1848 года) и в дивизионные генералы (22 декабря 1851 года) после того, как поддержал переворот Луи Бонапарта. 
Во время Крымской войны командовал с 25 февраля 1854 года по 21 марта 1855 года 4-й пехотной дивизией Восточной армии (Armee d’Orient). Во время Альминского сражения дивизия составляла резерв.
С апреля по 18 сентября 1859 года командовал 1-й пехотной дивизией I АК Итальянской армии (Armee d’Italie) в ходе австро-итало-французской войны 1859 года, отличившись в битве при Сольферино. После войны занимал ряд руководящих и инспекторских постов в армии. C 1 июля 1862 года по 16 июля 1863 года Форе командовал французским экспедиционным корпусом в Мексике и за успешное взятие Мехико, в результате которого в стране установилось правление императора Максимилиана, был удостоен маршальского жезла. Одновременно с 6 июля 1862 года был Полномочным посланником Франции в Мексике. Вернувшись во Францию, Форе 24 декабря 1863 года получил в командование II армейский корпус, а 19 сентября 1864 года назначен командиром III армейского корпуса. В конце 1867 года Форе перенёс инсульт и был исключён из списка действующих военачальников.

## Награды
- Орден Почётного легиона:
  - Кавалер большого креста (21 мая 1859)
  - Великий офицер (21 октября 1854)
  - Командор (25 июля 1849)
  - Офицер (6 августа 1843)
  - Кавалер (13 января 1837)
- Воинская медаль (13 января 1864)
- Медаль в память об Итальянской кампании
- Медаль в память о Мексиканской экспедиции
- Крымская медаль (Великобритания)
- Орден Богоматери Гваделупской, большой крест (Мексиканская империя, 26 февраля 1864)
- Орден Меджидие 5-го класса (Османская империя, 18 мая 1855)
- Орден Святых Маврикия и Лазаря, командор (Сардинское королевство, 29 июня 1852)
- Савойский военный орден, большой крест (Сардинское королевство)